# Триумфальная арка (фильм, 1948)
«Триумфальная арка» (англ. Arch of Triumph) — американский драматический фильм 1948 года, поставленный режиссёром Льюисом Майлстоуном по одноимённому роману Эриха Марии Ремарка.

## Сюжет
Зима 1938/39 годов. В предчувствии неизбежной войны Париж переполнен беженцами из Германии, ищущими укрытия от крепнущего нацистского режима. Один из них — талантливый врач-хирург Равич, который нелегальными операциями помогает другим беженцам. Однажды он спасает певичку и начинающую актрису Жоан Маду от самоубийства после внезапной смерти её молодого человека. Они влюбляются друг в друга, но вскоре Равика высылают из страны, поскольку у него не в порядке документы, а когда он снова появляется в Париже, обнаруживает, что Жоан стала содержанкой успешного актёра Алекса.
Всё это время Равик желает отомстить гестаповцу Хааке, который когда-то стал виновником гибели его девушки. В конце концов доктор выманивает гестаповца в лес, где и убивает.

## В ролях
- Ингрид Бергман — Жоан Маду, актриса и певица
- Шарль Буайе — доктор Равич, хирург
- Чарльз Лоутон — фон Хааке, гестаповец
- Луи Кэлхерн — полковник Борис Морозов
- Роман Бонен[англ.] — доктор Вебер
- Джозеф Бромберг[англ.] — служащий гостиницы в Вердене
- Рут Нельсон[англ.] — мадам Фесье
- Стивен Бекасси — Алекс
- Курт Буа[англ.] — официант с татуировками
- Арт Смит — инспектор
- Майкл Романофф — капитан Алидзе

## Создание
- Название фильма (и романа, по которому он снят) подразумевает Триумфальную арку в Париже, где происходит действие произведения.
- Первоначально фильм должен был быть длиной в четыре часа, но в процессе монтажа его продолжительность снизили вдвое, в результате чего роли нескольких актёров были полностью исключены из ленты.
- В течение пяти месяцев над сценарием к фильму работал известный писатель Ирвин Шоу, но отказался от работы, когда режиссёр Льюис Майлстоун потребовал от него включить в ленту любовную линию. Тогда Майлстоун и писатель Гарри Браун[англ.] сами переписали сценарий, имя Шоу в титрах не упоминается.
- Гонорар исполнительницы главной роли, Ингрид Бергман, составил $175 000 плюс 25 % чистой прибыли от проката (ок. $350 000).
- Ради соблюдения Кодекса Хейса из фильма пришлось вырезать многие сцены, связанные с убийством доктором Равиком гестаповца Хааке: как он упихивает его в багажник, как раздевает, как сжигает отдельно его и его одежду. Глава Американской ассоциации кинокомпаний, Джозеф Брин[англ.], также высказал неудовлетворение фактом, что это убийство осталось безнаказанным, но не принудил создателей ленты менять что-либо по этому поводу.
- В 1985 году вышел британский римейк ленты[англ.].